# هيكتور بارا
هيكتور بارا (بالإسبانية: Héctor Barra)‏ هو مدرب كرة قدم ولاعب كرة قدم تشيلي في مركز حراسة المرمى، ولد في 24 أبريل 1978 في رانكاغوا في تشيلي. لعب مع ديبورتيس ماجالانز.

## وصلات خارجية
- هيكتور بارا على موقع قاعدة بيانات كرة القدم.إي يو (الإنجليزية)
- هيكتور بارا على موقع Soccerway.com (الإنجليزية)
- هيكتور بارا على موقع عالم كرة القدم.نت (الإنجليزية)